# البنك التجاري بلازا
البنك التجاري بلازا هو مبنى لمكاتب تجارية يتكون من 22 طابق على الشاطئ الشمالي من الدوحة، قطر الذي بني كمقر رئيسي جديد للبنك التجاري القطري. افتتح المبنى في 13 مايو 2009 من قبل حمد بن جاسم بن جبر آل ثاني رئيس الوزراء ووزير خارجية قطر آنذاك.
يبلغ ارتفاع المبنى 148 متر وتبلغ مساحة الأرض 120 ألف متر مربع. يعتبر ثاني أطول مبنى في قطر. تم تصميم البنك التجاري بلازا من قبل لوم للهندسة المعمارية والتصميم وهي شركة ممارسة معمارية مقرها في لندن.
المبنى هو الأول في الشرق الأوسط مع واجهة زجاجية شفافة تماما التي تحققت مع استخدام الجلد الثلاثي من الزجاج والستائر التي تتبع الشمس. وصف تصميم المبنى في الصحافة باسم «شفافية مكاتب كبيرة». المستأجرين من البنك التجاري بلازا يشملون مكتب محاماة الأمريكي سكوير باتون بوجس وسوثبي.